# 磯邉ひな乃
磯邉 ひな乃（いそべ ひなの、英語: Hinano Isobe、1997年8月7日 - ）は、日本のフィギュアスケート選手（女子シングル）。滋賀県草津市出身。

## 人物
滋賀県草津市出身。
立命館宇治中学校、立命館宇治高等学校卒業。2016年4月に同じくスケート選手の宇野昌磨、新田谷凜、加藤利緒菜等と共に中京大学スポーツ科学部へ入学。

## 経歴
2010-11シーズン、全日本ノービス選手権（ノービスA）に出場し4位、初出場となった全日本ジュニア選手権で22位となる。初の国際大会となった2011年トリグラフ杯で優勝する。2011-12シーズン、2011年アジアフィギュア杯のジュニアクラスで3位入賞、全日本ジュニア選手権では7位に入った。
2012-13シーズン、日本スケート連盟の強化指定選手に選ばれる。ISUジュニアグランプリシリーズに参戦し、JGPセンシラ・ブレッド杯でSP3位につけ、総合6位となる。全日本ジュニア選手権では14位に終わる。
2013-14シーズンは近畿選手権のジュニアクラスにのみ出場し4位となる。2014-15シーズン、全日本選手権に初出場するもSPで25位となりFSに進出出来ずに終わる。2015-16シーズン、全日本選手権で14位となる。
2016-2017シーズン、全日本選手権は16位に終わった。冬季ユニバーシアードでは、公式記録ではないが、国際大会での自己ベストを40点以上更新し、2012年世界選手権銀メダルレオノワや2015年世界選手権金メダルトゥクタミシェワを破り、エレーナ・ラジオノワ、新田谷凛に次ぐ3位銅メダルを獲得し、シニアの国際大会で初めて表彰台に上がった。
2019-2020シーズンで競技引退、中京大学大学院へ進学。

## 主な戦績
| 大会/年                 | 2010-11 | 2011-12 | 2012-13 | 2014-15 | 2015-16 | 2016-17 | 2017-18 | 2018-19 | 2019-20 |
| ----------------------- | ------- | ------- | ------- | ------- | ------- | ------- | ------- | ------- | ------- |
| 全日本選手権            |         |         |         | 25      | 14      | 16      | 20      | 26      | 17      |
| ユニバーシアード        |         |         |         |         |         | 3       |         |         |         |
| 全日本Jr.選手権         | 22      | 7       | 14      |         |         |         |         |         |         |
| JGPセンシラ・ブレッド杯 |         |         | 6       |         |         |         |         |         |         |
| アジアフィギュア杯      |         | 3 J     |         |         |         |         |         |         |         |
| トリグラフ杯            | 1 N     |         |         |         |         |         |         |         |         |

- J - ジュニアクラス

### 詳細
| 2019-2020 シーズン    |                                              |          |           |           |
| 開催日                | 大会名                                       | SP       | FS        | 結果      |
| 2019年12月19日 - 22日 | 第88回全日本フィギュアスケート選手権（東京） | 19 51.45 | 17 101.14 | 17 152.59 |

| 2018-2019 シーズン    |                                              |          |    |      |
| 開催日                | 大会名                                       | SP       | FS | 結果 |
| 2018年12月20日 - 24日 | 第87回全日本フィギュアスケート選手権（門真） | 26 47.69 | -  | 26   |

| 2017-2018 シーズン    |                                              |          |           |           |
| 開催日                | 大会名                                       | SP       | FS        | 結果      |
| 2017年12月20日 - 24日 | 第86回全日本フィギュアスケート選手権（調布） | 21 52.36 | 21 105.82 | 20 158.18 |

| 2016-2017 シーズン     |                                              |          |          |           |
| 開催日                 | 大会名                                       | SP       | FS       | 結果      |
| 2017年1月31日 - 2月5日 | ユニバーシアード冬季競技大会（アルマトイ）   | 5 56.78  | 3 117.49 | 3 174.27  |
| 2016年12月22日 - 25日  | 第85回全日本フィギュアスケート選手権（門真） | 14 55.10 | 17 98.24 | 16 153.34 |

| 2015-2016 シーズン    |                                              |          |           |           |
| 開催日                | 大会名                                       | SP       | FS        | 結果      |
| 2015年12月24日 - 27日 | 第84回全日本フィギュアスケート選手権（札幌） | 14 55.69 | 15 105.55 | 14 161.24 |

| 2014-2015 シーズン    |                                              |          |    |          |
| 開催日                | 大会名                                       | SP       | FS | 結果     |
| 2014年12月25日 - 28日 | 第83回全日本フィギュアスケート選手権（長野） | 25 41.03 | -  | 25 41.03 |

| 2012-2013 シーズン    |                                                        |          |          |           |
| 開催日                | 大会名                                                 | SP       | FS       | 結果      |
| 2012年11月17日 - 18日 | 第81回全日本フィギュアスケートジュニア選手権（西東京） | 24 41.67 | 10 88.49 | 14 130.16 |
| 2012年9月26日 - 30日  | ISUジュニアグランプリ センシラ・ブレッド杯（ブレッド） | 3 50.14  | 8 83.41  | 6 133.55  |

| 2011-2012 シーズン    |                                                      |         |         |          |
| 開催日                | 大会名                                               | SP      | FS      | 結果     |
| 2011年11月25日 - 27日 | 第80回全日本フィギュアスケートジュニア選手権（八戸） | 5 49.50 | 8 86.85 | 7 136.35 |
| 2011年8月22日 - 26日  | 2011年アジアフィギュア杯 ジュニアクラス（東莞）      | 2 43.44 | 3 79.83 | 3 123.27 |

| 2010-2011 シーズン    |                                                            |          |          |           |
| 開催日                | 大会名                                                     | SP       | FS       | 結果      |
| 2011年4月7日 - 10日   | 2011年トリグラフトロフィー ノービスクラス（イェセニツェ）  | 1 40.58  | 2 72.75  | 1 113.33  |
| 2010年11月27日 - 28日 | 第79回全日本フィギュアスケートジュニア選手権（ひたちなか） | 24 38.58 | 20 71.48 | 22 110.06 |

## プログラム使用曲
| シーズン  | SP                                                                              | FS                                                                       |
| --------- | ------------------------------------------------------------------------------- | ------------------------------------------------------------------------ |
| 2019-2020 | 愛の讃歌 作曲：マルグリット・モノー ボーカル：エディット・ピアフ 振付：川梅みほ | 映画『SAYURI』より 作曲：ジョン・ウィリアムズ 振付：阿部奈々美           |
| 2018-2019 | 愛の讃歌 作曲：マルグリット・モノー ボーカル：エディット・ピアフ 振付：川梅みほ | 映画『マスク・オブ・ゾロ』より 作曲：ジェームズ・ホーナー 振付：鈴木明子 |
| 2017-2018 | 映画『海の上のピアニスト』より 作曲：エンリコ・モリコーネ 振付：川梅みほ        | 映画『マスク・オブ・ゾロ』より 作曲：ジェームズ・ホーナー 振付：鈴木明子 |
| 2016-2017 | 映画『海の上のピアニスト』より 作曲：エンリコ・モリコーネ 振付：川梅みほ        | テレビドラマ『龍馬伝』より 作曲：佐藤直紀 振付：鈴木明子                 |
| 2015-2016 | ONCE 作曲：沖仁 振付：川越正大                                                  | 映画『アバター』より 演奏：ジェームズ・ホーナー 振付：ロバート・ダウ     |
| 2014-2015 | ONCE 作曲：沖仁 振付：川越正大                                                  | 映画『アバター』より 演奏：ジェームズ・ホーナー 振付：ロバート・ダウ     |
| 2012-2013 | 映画『新少林寺/SHAOLIN』より 作曲：ニカラス・エレナ                             | ゴリウォーグのケークウォーク 作曲：クロード・ドビュッシー                |

## 受賞歴
- 2011年 - 京都府スポーツ賞
- 2012年 - 第8回京都私学振興会賞[3]